# Camp Thunder Cove
Camp Thunder Cove, già nota come Camp Justice, è la capitale del Territorio Britannico dell'Oceano Indiano.
A Camp Thunder Cove risiedono 3 250 persone ed è il comune più popoloso del Territorio Britannico Dell'oceano Indiano.
Si trova sull'isola di Diego Garcia, la più abitata del territorio.

## Geografia fisica
L’isola di Diego Garcia si trova in Asia nell’Oceano Indiano tra L’Africa e l’Indonesia.

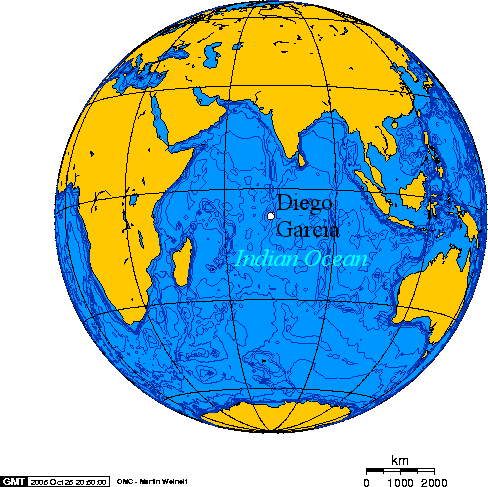
Locazione dell’isola Diego Garcia.

## Storia
Camp Thunder Cove è stata abitata solamente da indigeni all'incirca fino al 1800, fino all'arrivo sull'isola di Diego Garcia degli Inglesi.
Nel 1960 il Regno Unito si accordò con gli Stati Uniti per la costruzione di una base militare a disposizione degli Stati Uniti; per costruire la base, il governo britannico espulse l'allora intera popolazione di 1 600 Chagossiani, tra il 1967 e il 1973, ma molte persone opposero resistenza. Il Regno Unito, per convincerli a lasciare l'isola, si risolse  a dargli un aiuto economico.
Dei 3 250 abitanti presenti sull’isola 1 700 sono militari.
Il 22 maggio 2025 il Regno Unito ha firmato un trattato che prevede la cessione dell'arcipelago alle Mauritius, mantenendo il controllo della base militare di Diego Garcia pagando un affitto annuo alle Mauritius.